# Lebel Modell 1886

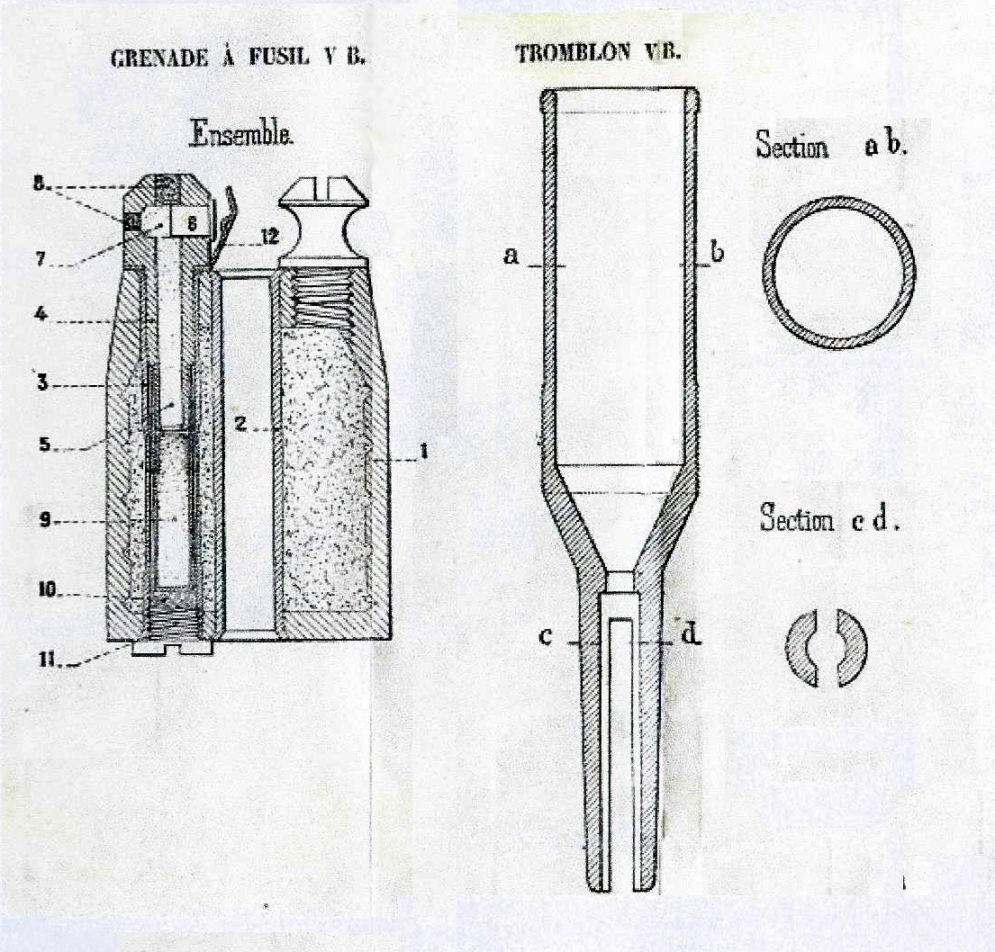
Gewehrgranate VB 1916, Schiessbecher

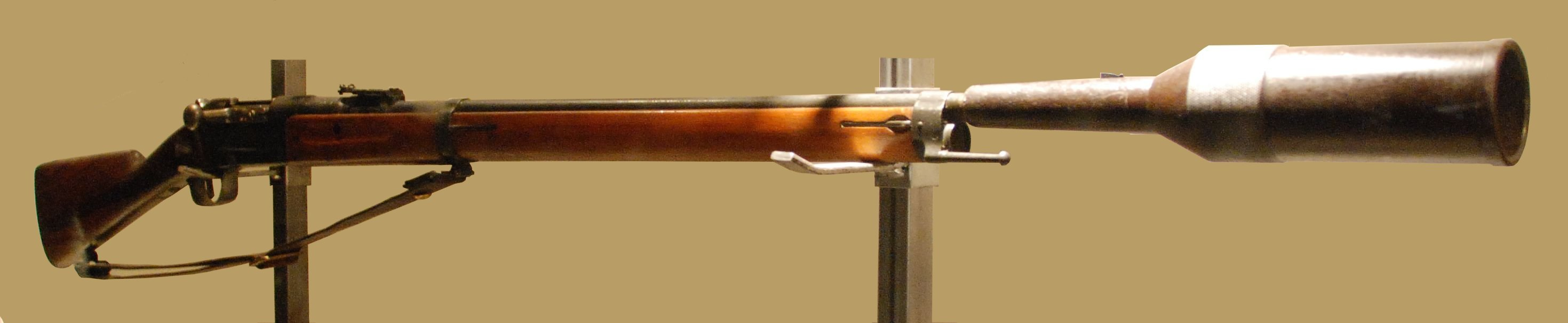
Lebel mit Granatgerät VB

Das Lebel Modell 1886 (frz.: Fusil d'Infantrie Modèle 1886) war über drei Jahrzehnte vom Ende des 19. Jahrhunderts bis etwa 1916 das Standardgewehr der französischen Armee. Nach der Entwicklung des rauchlosen Schießpulvers (Poudre B) im Jahr 1886 war es das erste Muster, das für den Einsatz der neuen Munition konzipiert war.

## Geschichte
Das von dem französischen Chemiker Paul Vieille 1886 entwickelte Poudre B, eine Mischung aus Schießbaumwolle, Äther und Alkohol, bot gegenüber dem zuvor verwendeten Schwarzpulver die etwa dreifache Explosionswirkung und sorgte für eine Revolution in der Waffentechnik. Die Patronengröße konnte wesentlich verringert werden, dadurch konnte vom Soldaten deutlich mehr Munition mitgeführt werden. Gleichzeitig erhöhte sich die Mündungsgeschwindigkeit der Waffen mit Auswirkungen auf Reichweite und Zielgenauigkeit. Die Beeinträchtigung des Schützen durch die vormals enorme Rauchentwicklung wurde beseitigt.
Die französische Regierung setzte sofort ein Komitee ein (mit Oberst Nicolas Lebel als Leiter), das eine angepasste Infanteriewaffe entwickeln sollte. Innerhalb kürzester Zeit entstand das Modèle 1886, als Basis wurde das Ordonnanzgewehr der französischen Marine, das Fusil de Marine Mle. 1878 (System Kropatschek), verwendet. Das Kaliber wurde von 11 auf 8 mm verringert und die Munition aus einem Röhrenmagazin zugeführt. Eine verbesserte Version von 1893 erhielt den Namen Modèle 1886/93. Trotz allem wies die Waffe diverse Mängel auf; so benötigte der Schütze zum Nachladen des Röhrenmagazins geraume Zeit, so dass er im Gefecht nach dem Verschuss der acht Patronen im Magazin im Prinzip einen Einzellader hatte. Da die acht Patronen (anfangs mit Maillechort-Rundkopfgeschoss „Balle M“, dann ab 1898 mit bronzenem Spitzgeschoss „Balle D“) im Magazin „Geschossspitze auf Zündhütchen“ gelagert wurden, konnte es bei starken Erschütterungen oder Stößen zu Unfällen kommen. Durch die Einführung einer Patrone mit einer schmalen Rille am Boden anstelle des leicht gewölbten Hülsenbodens versuchte man im Ersten Weltkrieg dieses Problem zu beseitigen. Außerdem war das Zerlegen des Verschlusses ohne Werkzeug unmöglich und das Gewehr mit 1,35 m Länge zu sperrig. Das Gewehr verfügte über einen Hebel, mit dem die Patronenzufuhr aus dem Magazin blockiert werden konnte, so dass es als Einzellader funktionierte. Wenn es die Gefechtssituation erforderte, wurde das Magazin freigegeben und der Soldat hatte die volle Magazinkapazität zur Verfügung.
Andere Staaten folgten mit eigenen Entwicklungen, etwa das Deutsche Reich mit dem „Kommissionsgewehr“ Mauser Modell 88 im System Mannlicher, Dänemark mit dem Krag-Jørgensen von 1889, Russland mit dem Mosin-Nagant von 1891 und Italien mit dem Carcano Modell 1891. Diese Gewehre verfügten gegenüber dem Röhrenmagazin des Lebel bereits über deutlich leichter zu handhabende Magazine.
Nachdem Frankreich vor allem durch das deutsche Mauser Modell 98 waffentechnisch wieder weit ins Hintertreffen geraten war, plante man ab 1909 mit dem Gewehr Meunier die Einführung eines Selbstladegewehrs im randlosen 7×57-mm-Kaliber. Bedingt durch den Ausbruch des Ersten Weltkriegs kam es jedoch nie zu einer Massenfertigung dieser Waffe. Ab 1915 wurde das Lebel Modell 1886/93 zuerst bei Kolonialtruppen und in der Fremdenlegion durch das Berthier Modell 1907/15 ersetzt. Der kürzere Berthier-Karabiner wurde bereits bei Kavallerie, Artillerie und Pionieren verwendet. Das Berthier hatte zwar die gleichen Abmessungen und den gleichen Verschluss, wurde jedoch mit Drei-Schuss-Laderahmen des Mannlicher-Systems geladen. Die leergeschossenen Laderahmen fielen durch eine Öffnung unten aus dem Magazin heraus. Das Berthier erwies sich im Vergleich zum Lebel als etwas zuverlässiger. Nach häufigen Beschwerden über die zu geringe Magazinkapazität wurde 1916 das Berthier Mle. 1916 mit einem Fünf-Schuss-Magazin eingeführt.
Wie das Berthier konnte das Lebel mit dem Gewehrgranatgerät VB (Viven-Bessières) ausgerüstet werden. Durch einen Umbau des Lebel 1915 wurde es den Schützen in den Gräben ermöglicht, zu schießen, ohne aus dem Graben schauen zu müssen. Geübten Schützen war es möglich, auf 400 m präzise zu treffen, wenngleich Reichweiten von 3000 m möglich waren.
Da nach dem Ersten Weltkrieg in Frankreich der Modernisierung der Bewaffnung zunächst wenig Priorität zugemessen wurde, blieb das Lebel-Gewehr weiterhin in den Beständen und wurde noch während des Westfeldzugs eingesetzt. Von 1935 bis 1940 wurden noch etwa 50.000 Karabiner Lebel Mle. 1886 M93R35 zur Ausrüstung von nordafrikanischen Kolonialtruppen gefertigt. Als endgültiger Nachfolger der Gewehre im inzwischen völlig veralteten Lebel-Kaliber war das 1936 eingeführte MAS-36 im Kaliber 7,5 × 54 mm vorgesehen.